# Melanagromyza veroniae
Melanagromyza veroniae är en tvåvingeart som beskrevs av Steyskal 1980. Melanagromyza veroniae ingår i släktet Melanagromyza och familjen minerarflugor.
Artens utbredningsområde är District of Columbia. Inga underarter finns listade i Catalogue of Life.